# Helmholtz-Gymnasium Karlsruhe
Das Helmholtz-Gymnasium Karlsruhe ist ein Gymnasium in der Karlsruher Weststadt. Es ist nach dem Wissenschaftler Hermann von Helmholtz benannt und zeichnet sich vor allem durch sein Musikprofil aus.

## Geschichte
Gegründet wurde das Gymnasium 1896 als Oberrealschule. Das Gebäude entstand zwischen 1893 und 1895 als Friedrichschule nach Plänen des Architekten Wilhelm Strieder. Weitere Arbeiten wurden 1913 unter Friedrich Beichel ausgeführt. Es steht unter Denkmalschutz.
Paul Wehrle initiierte am Helmholtz-Gymnasium Karlsruhe den ersten Musikzug an einem Gymnasium in Baden-Württemberg und prägte so das Profil der Schule.

## Profil
Das Helmholtz-Gymnasium Karlsruhe bietet ein naturwissenschaftliches, ein sprachliches und als einzige Schule in Karlsruhe ein Musikprofil an. Schüler in den Klassen mit musischem Profil belegen Musik ab der achten Klasse als versetzungsrelevantes Hauptfach, die Teilnahme an einem der vielen Musikensembles der Schule ist obligatorisch. Erste Fremdsprache (ab Klasse fünf) ist Englisch, zweite (ab Klasse sechs) Französisch oder Latein, als dritte Fremdsprache (ab Klasse acht) kommt im sprachlichen Zug zusätzlich zu Latein oder Französisch noch Spanisch hinzu.

## Schüleraustausch
Das Helmholtz pflegt seit Jahren einen regelmäßigen Austausch mit einer ungarischen Oberschule in Kaposvár. Außerdem gibt es einen regelmäßigen Austausch mit Schulen in Frankreich (Lycée Georges de la Tour in Nancy) und den USA (Conestoga Valley High School in Lancaster, PA).

## Besonderheiten/Auszeichnungen
Das Helmholtz-Gymnasium war von Anfang an beim Pilotprojekt Pimokl beteiligt, bei welchem in getrennten Kursen ab der 11. Klasse im Fach Mathematik auf den üblichen grafikfähigen Taschenrechner (GTR) verzichtet wird und stattdessen ein Computeralgebrasystem, in diesem Fall Maple, benutzt wird.
Als weiteres „Experiment“ werden seit dem Schuljahr 2005/2006 großteils nur noch Doppelstunden erteilt. Die Reaktionen waren überwiegend positiv, sodass diese Praxis beibehalten wird.
Als Musikgymnasium besitzt die Schule zahlreiche Musikensembles, darunter den Unterstufenchor, den Philharmonischen Chor und den Kammerchor, die Orchester I bis III sowie zwei Jazz-Bigbands. Die Ensembles sind überregional bekannt und haben bereits zahlreiche Konzertreisen unternommen, unter anderem nach Israel, Jordanien, Chile, Argentinien und Namibia.
In Karlsruhe wurden am 17. Oktober 2005 anlässlich des Empfangs der Landesregierung beim Bildungskongress „Bildung für Europa“ zwanzig Schulen zur Bildungswerkstatt Baden-Württemberg ausgezeichnet, darunter das Helmholtz-Gymnasium für die Entwicklung pädagogischer Konzepte im mathematisch-naturwissenschaftlichen Bereich.
Außerdem hat die Schule Klassen, die mit Tablet-Computern arbeiten, Notizbücher auf diesen führen und Online-Schulbücher benutzen.

## Bekannte Absolventen
Der Marineoffizier und Publizist Helmuth Klotz, ein frühes NSDAP-Mitglied und späterer Gegner des Nationalsozialismus, erwarb 1912 hier die Reifeprüfung. Er wurde vom Volksgerichtshof zum Tode verurteilt und in Berlin-Plötzensee hingerichtet.
Einer der bekanntesten Rassenhygieniker des Dritten Reiches, Otmar Freiherr von Verschuer, legte hier sein Abitur ab. Aus dem Musikzug gingen zahlreiche bekannte Profimusiker hervor, darunter die Pianisten Christian Zacharias, Kristjan Randalu die Trompeter Reinhold Friedrich, Thomas Siffling und der Bariton Andreas Reibenspies.
Der Kulturmanager und Journalist Wolfgang J. Ruf, der von 1975 bis 1985 die Internationalen Kurzfilmtage Oberhausen leitete, von 1985 bis 1995 Chefredakteur der Zeitschrift "Die Deutsche Bühne" war, in den 1990ern auch als Chefdramaturg am Badischen Staatstheater wirkte, machte hier 1964 das Abitur.
Der SAP-Mitbegründer Klaus Tschira hat ebenfalls diese Schule besucht und der Fußballprofi Oliver Kahn. Der spätere Juso-Bundesvorsitzende, SPD-Generalsekretär und Jurist Klaus Uwe Benneter machte 1966 sein Abitur am Helmholtz-Gymnasium.
Weitere Absolventen sind der Maler und Schriftsteller Herbert Wetterauer, der Neurologe und Hochschullehrer Jürgen Winkler, die Illustratorin Nora Krug, die Regisseurin Maren Ade sowie Alexander Salomon, seit 2011 Landtagsabgeordneter für Bündnis 90/Die Grünen. Auch der Kabarettist Martin Wacker und die Opernsängerin Valentina Stadler machten hier ihren Abschluss.

## Bilder

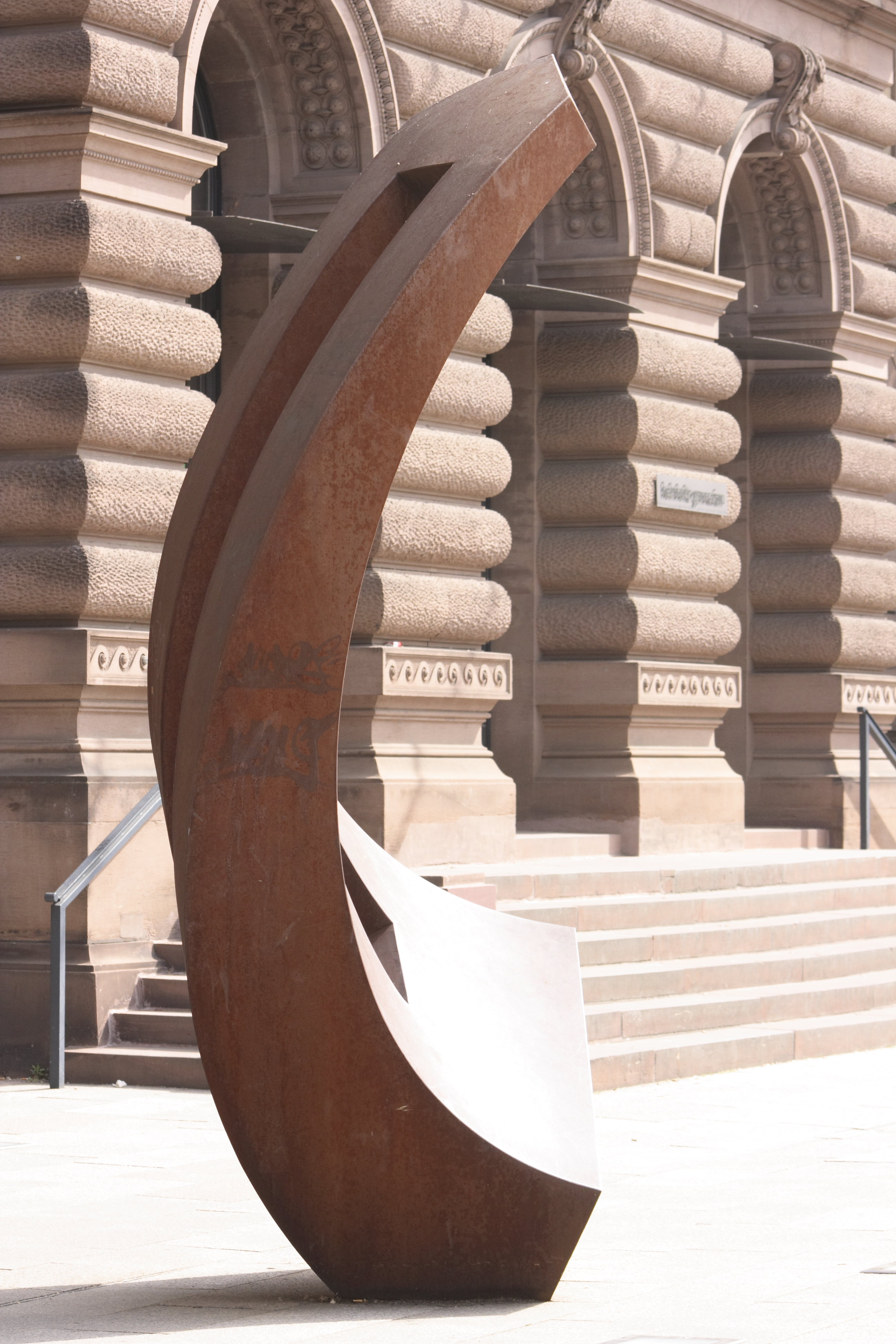
Skulptur auf dem Vorplatz des Hauptgebäudes
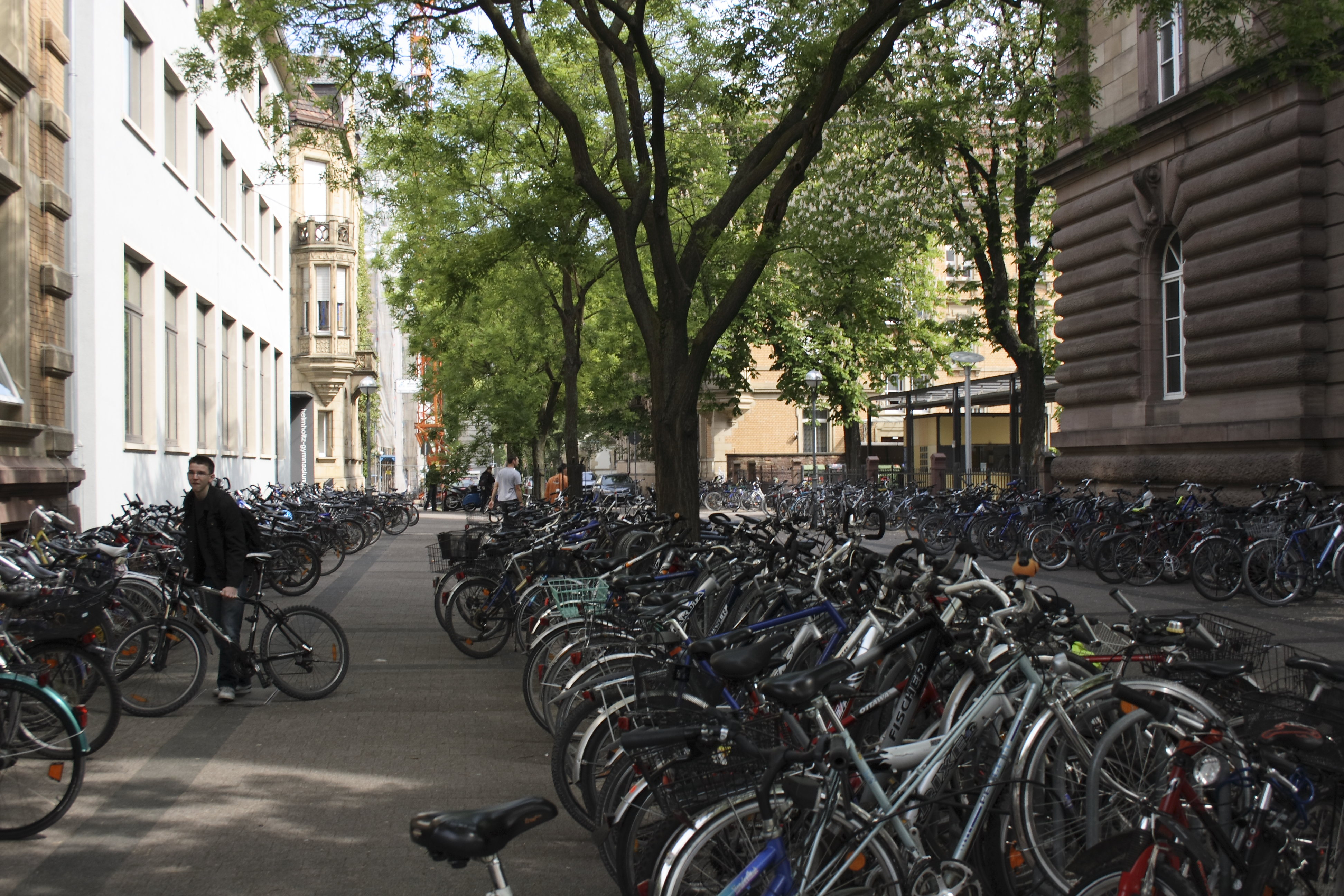
Links das ehemalige VHS-Gebäude, rechts das Hauptgebäude
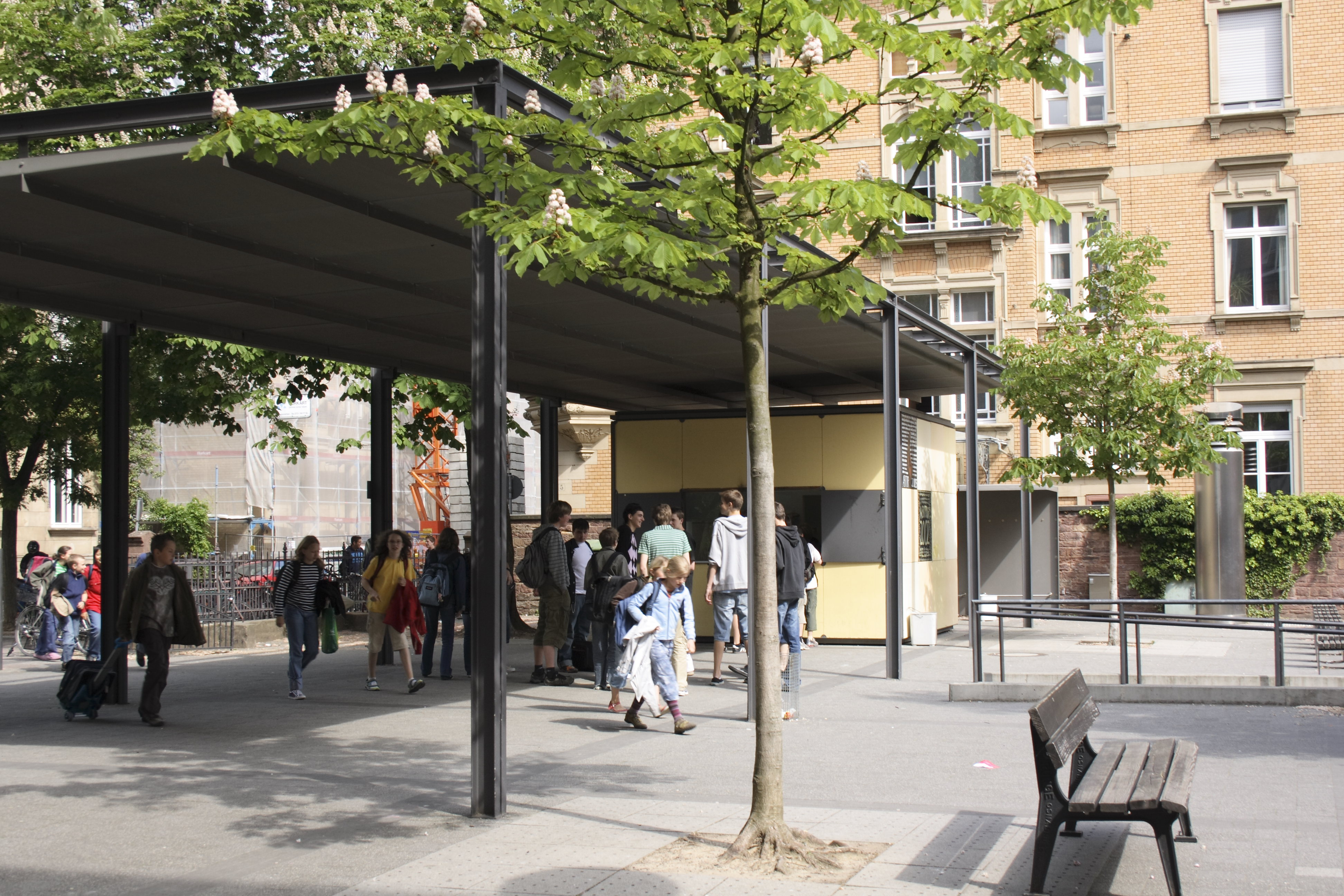
Kiosk auf dem Pausenhof
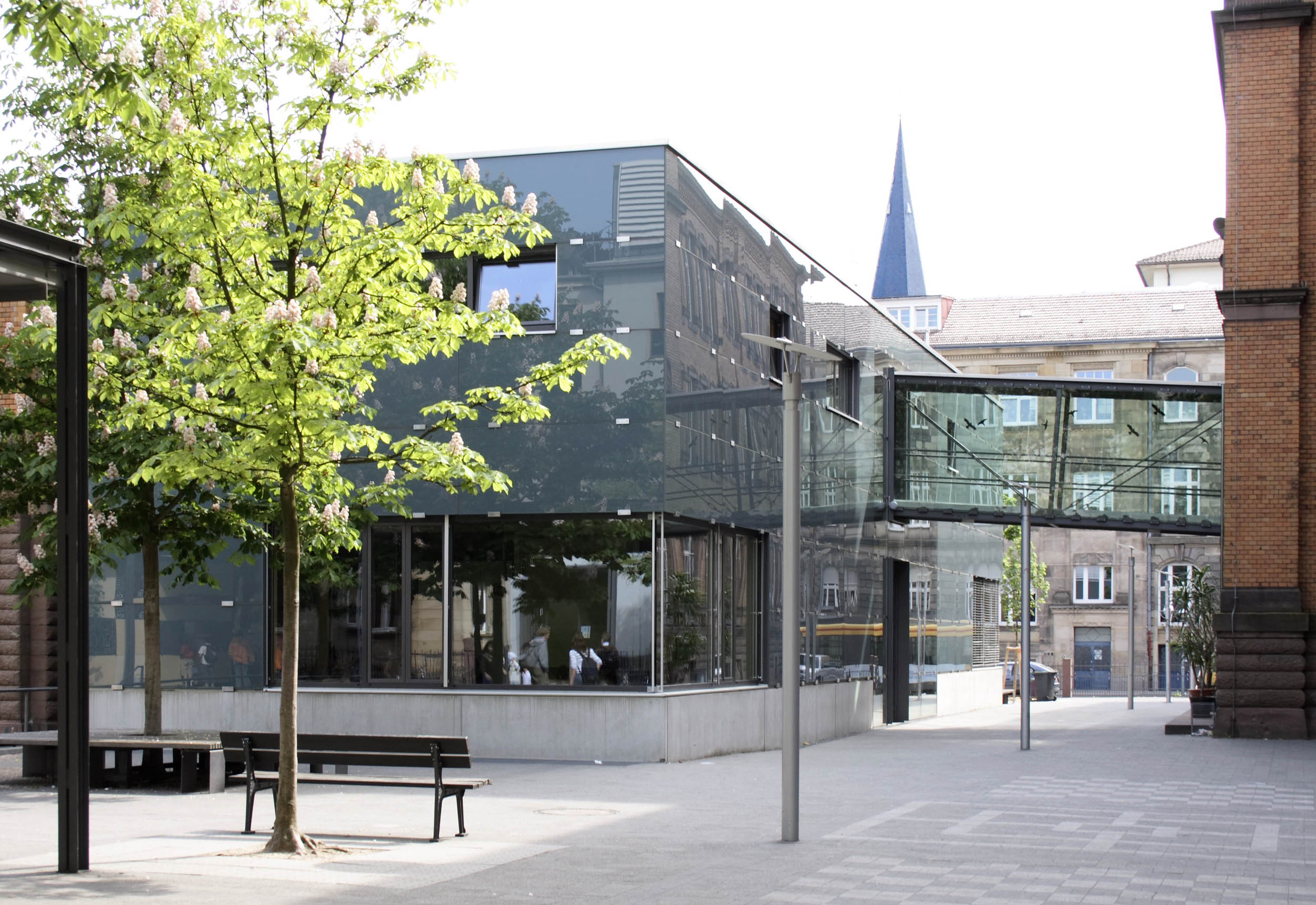
Die ehemalige Turnhalle, nun Lehrerzimmer und Aula
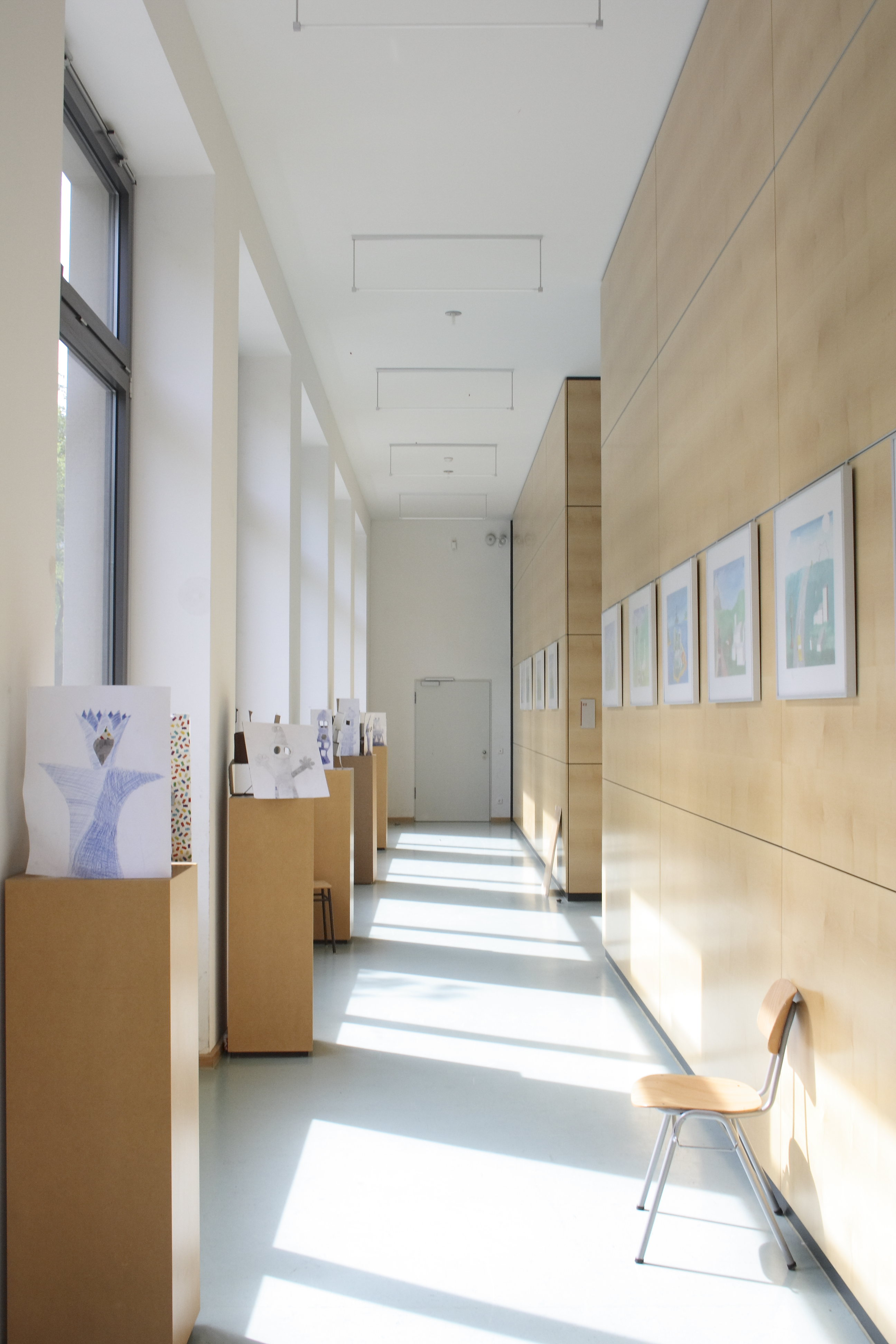
Gang vor den Kunstsälen im ehemaligen VHS-Gebäude
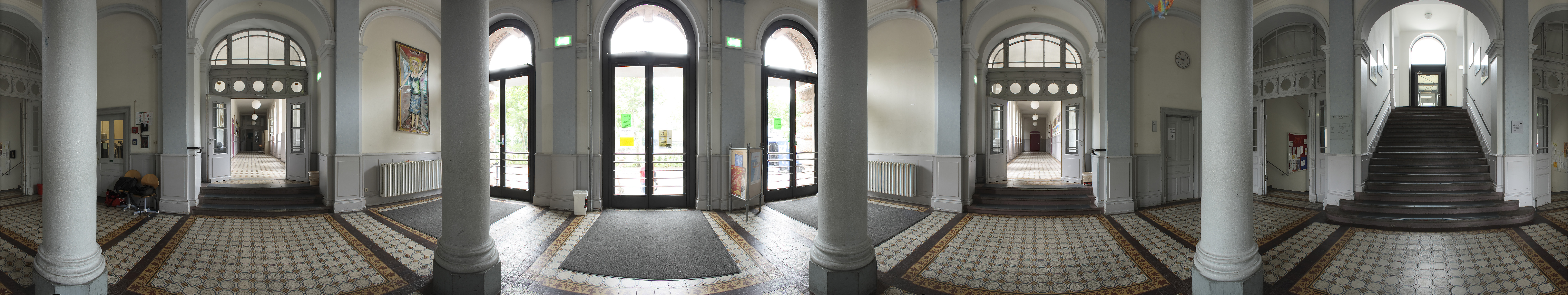
Der Lichthof im Erdgeschoss
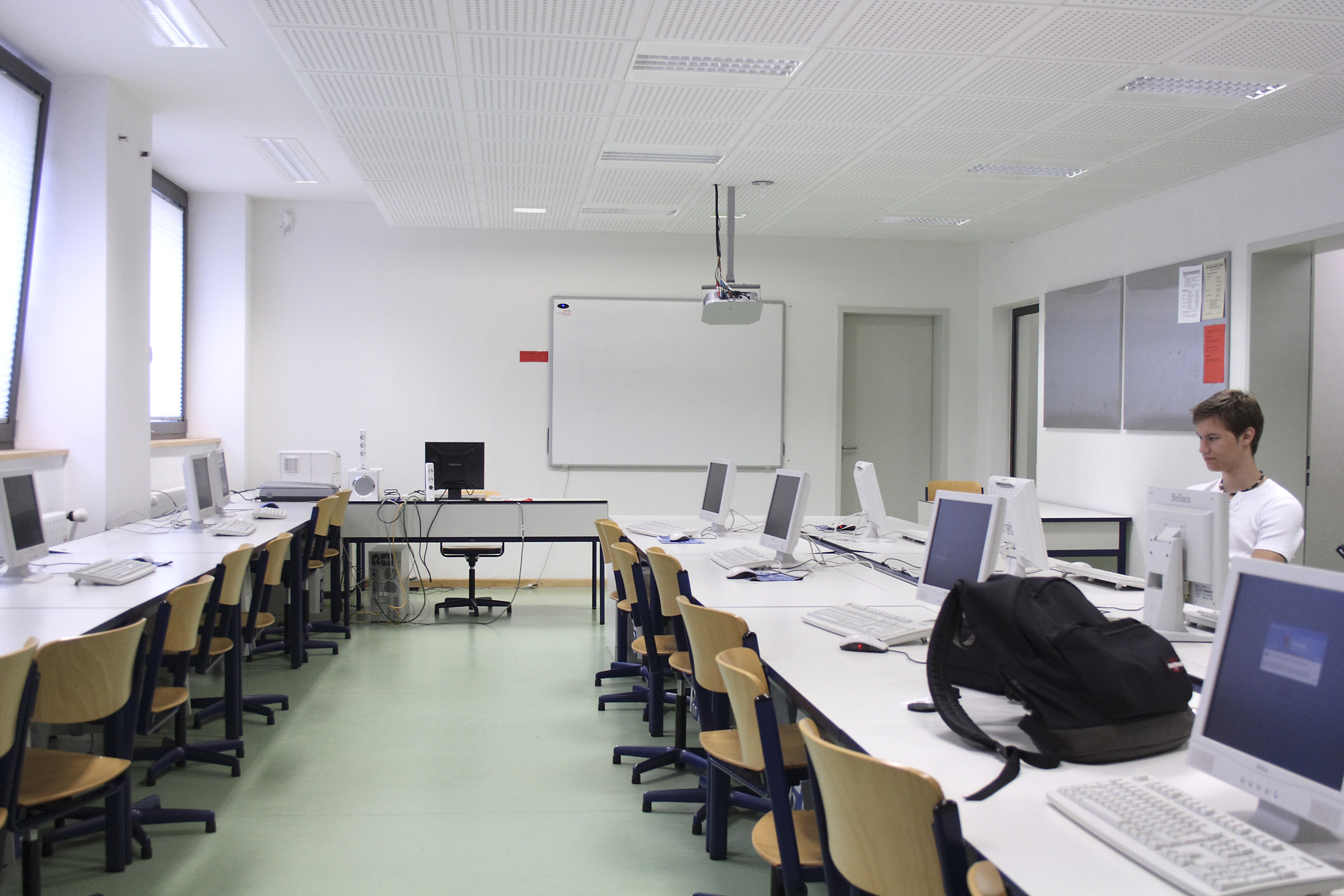
Einer der beiden Computerräume
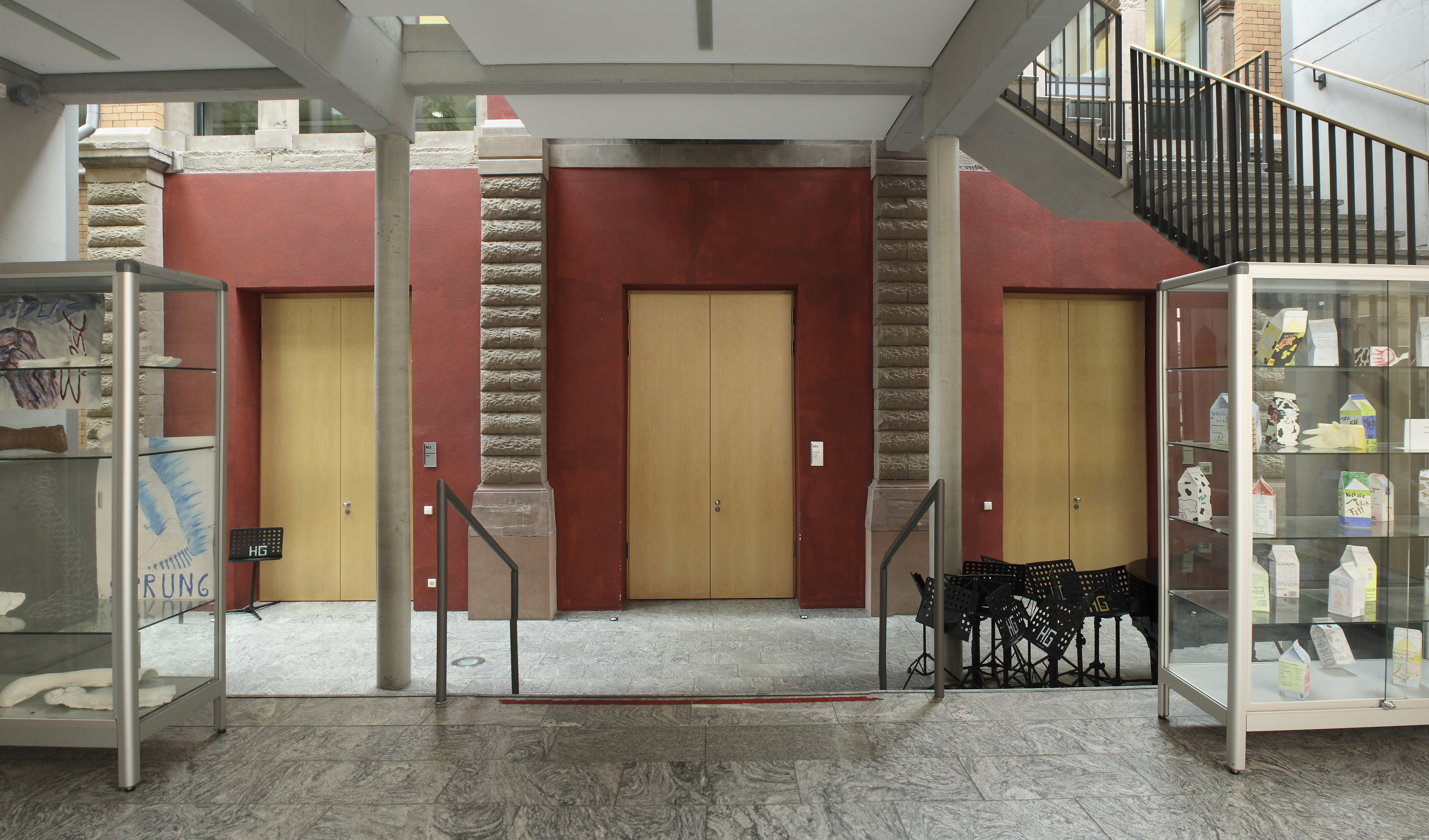
Erdgeschoss des Neubaus